# Molorchoepania
Molorchoepania is een kevergeslacht uit de familie van de boktorren (Cerambycidae). De wetenschappelijke naam van het geslacht werd voor het eerst geldig gepubliceerd in 1949 door Pic.

## Soorten
Molorchoepania omvat de volgende soorten:
- Molorchoepania albiventris Niisato, 2002
- Molorchoepania barbieri (Pic, 1949)
- Molorchoepania coomani (Pic, 1940)
- Molorchoepania mizoguchii (Hayashi, 1955)
- Molorchoepania opaca (Fisher, 1936)
- Molorchoepania simplexa (Matsushita, 1933)
- Molorchoepania viticola Holzschuh, 1998